# Dina
Dina a fost singura fiică al lui Iacob. Mama sa era Lea. Ea a avut parte  de un eveniment trist cauzat de Șechem fiul unui prinț Canaanit/Hivit. Ea este o figură importantă din Geneza.  Din cauza aceasta Simeon și Levi i-a pus pe toată oștirea lui și pe el să se circumcidă. Pe când aceștia încă sufereau au fost uciși de către Levi și Simeon. Acest eveniment se numște răpirea Dinei.